# Paragomphus sinaiticus
Paragomphus sinaiticus – gatunek ważki z rodziny gadziogłówkowatych (Gomphidae).